# Tibetaanse klapekster
De Tibetaanse klapekster (Lanius giganteus) is een zangvogel uit de familie Laniidae (klauwieren).

## Verspreiding en leefgebied
Deze soort komt voor in Midden-China op het Tibetaans Hoogland op hoogten tussen 3000 en 5200 meter boven zeeniveau.

## Status
De grootte van de populatie is niet gekwantificeerd maar de soort wordt omschreven als schaars. Op de Rode lijst van de IUCN heeft deze soort de status niet bedreigd.